# てふてふ荘へようこそ
『てふてふ荘へようこそ』（てふてふそうへようこそ、Welcome to TEFUTEFU ）は、乾ルカによる日本の小説およびそれを原作とする2012年のテレビドラマ。
『野性時代』（角川書店）にて2009年12月号から2011年3月号まで2号おきに連載され、最終話とエピローグが加筆され刊行された。なお、タイトルの「てふてふ」は、「蝶々」の旧仮名遣い表記で「ちょうちょう」と読むのが慣例であるが、本作では字面通り「てふてふ」と読む旨が冒頭に注記されている。

## あらすじ
家賃13,000円、間取りは2K、敷金・礼金なし、管理費なし、身元保証人不要、最初の1か月は家賃不要、トイレ・風呂・玄関は共同、そんな破格の条件が揃った古びたアパート「てふてふ荘」にあるもう一つの条件は、どの部屋にも幽霊がおり、同居しなければならないことだった。
※ 通常は幽霊に触ることはできないが、入居者が同居する幽霊に対して人間に対するような親愛の情など強い感情を抱くと触ることができ、幽霊は成仏できる。成仏した後には部屋にビリヤードの球が1つ残され、2階にある集会所の球が揃っていないビリヤード台に戻される。

## 登場人物

### てふてふ荘
大家さん
「てふてふ荘」大家。40代後半。柔和で心地よい声音の持ち主。以前は、不動産業を営みながらビリヤードの講師をしていた。
高橋 真一（たかはし しんいち）
1号室の住人。
生来の極度の緊張症が原因で就職活動にことごとく失敗し、短期のアルバイトや日雇い労働で凌いでいた生活も苦しくなり始め、破格の家賃に惹かれ「てふてふ荘」の1号室に入居する。これまでに自分が好きになった4人の女の子が皆亡くなっていることがトラウマになっている。幽霊であるさやかのことを好きになる。
白崎 さやか（しらさき さやか）
1号室の幽霊。肩にかからない長さのボブカットの可愛い顔立ちの女の子。交際していた男性に絞殺された。
井田 美月（いだ みつき）
2号室の住人。30歳くらいの小太りの女性。幼い頃に亡くなった父親似の容姿にコンプレックスを持つ。派遣で働いているスーパーの借り上げのアパートが不況で廃止となり、安アパートを探していたところ「てふてふ荘」へ行き着いた。「2」という数字に縁がある。勤務先のスーパーに研修に来た正社員の二瓶昭夫に好意を抱く。
遠藤 富治（えんどう とみじ）
2号室の幽霊。64歳の男性。生前から酒好きで、缶ビールや酒が入っていたコップなど、酒に関するものは触ることが出来、飲むことも出来る。泥酔状態で帰宅途中に転倒し、頭を強打し死亡した。死亡当時に着ていた青のアノラック姿をしている。
長久保 啓介（ながくぼ けいすけ）
3号室の住人。40代の目つきの鋭い男性。詐欺罪で8年服役していた。前科が理由で再就職にこぎつけないが、ツキのない早智子のせいでもあると思っている。服役時に同房だった男と再会し、手っ取り早く稼げる方法として大麻の栽培を持ちかけられる。
石黒 早智子（いしぐろ さちこ）
3号室の幽霊。真っ赤なウェットスーツ姿の30代の女性。
生前はタレントとして活動し、CM出演した商品は販売休止、ポスターのモデルとして起用された銀行は破綻、脇役で出演したドラマは短縮打ち切りなど、数々の不名誉な実績を残した。『ザ・潜入霊場』という心霊番組のロケで事故死する。その後、その番組は高視聴率番組へと変貌した。
平原 明憲（ひらはら あきのり）
かつての4号室の住人で、「てふてふ荘」に最初に入居した。
高橋と大学の同級生だったが、急性骨髄性白血病になり、2年生の5月に入院することになり、大学は休学を経て退学、アパートも入院時に退去した。パイロットを目指しており、大学に復学する。
湊谷 薫（みなとや かおる）
4号室の幽霊。くっきりとした二重まぶたに、切れ長の目をした色白の美少年。アパートの空気を冷やすのが得意。好き嫌いが激しく、平原以後は4号室の居住者はいない。
検察官を目指していたが、自身の病院で違法診療をしたことが露顕した父親による一家心中で死亡した。
槇 真由美（まき まゆみ）
5号室の住人。事故死した兄が成仏していないと言われたことを気に病んだ母のたっての願いで、兄の死亡現場に100日欠かさず花を供えるため、近くのてふてふ荘へ期間限定で入居する。
超がつく鈍感で、霊感は皆無のため、1日経っても部屋にいる兄は愚か、他の部屋の幽霊の姿も見えなかった。また、意図なく大家のある事実を明かしてしまう。
槇 裕太郎（まき ゆうたろう）
5号室の幽霊。看護師。真由美の兄。バイクに乗っていた時に事故を起こし死亡したため、ライダースーツ姿。
かつて、幽霊を信じない真由美に対して、もし死んで幽霊になったら必ず真由美の前に現れる、と約束した。
米倉 道則（よねくら みちのり）
6号室の住人。20代半ばの痩せた男性。売れない画家。絵で食べていけるようになるのが目標で、公募コンクールに絵を応募するが、結果は芳しくない。雑誌のイラストなどを描いて糊口を凌いでいる。入居時は翔太の存在に驚いたが、「適正な距離を保って暮らす」ことを持ちかけ、いないものとして生活している。
山崎 翔太（やまざき しょうた）
6号室の幽霊。11歳。部屋の隅で膝を抱え、米倉を憎しみの眼差しで睨みつける。アパート内の水を操ることができ、入浴中や就寝中の米倉を事あるごとに襲う。

### その他
二瓶 昭夫（にへい あきお）
美月が勤めるスーパーの新入正社員。
岡本 修（おかもと おさむ）
HHCテレビプロデューサー。石黒が出演していた『ザ・潜入霊場』のディレクターだった。「センレー（番組の略称）の岡P」という愛称で視聴者から親しまれている。

## テレビドラマ
NHK BSプレミアムにて2012年10月27日 - 12月15日、23:15 - 23:45 (JST) のプレミアムよるドラマ枠で全8話が放送された。

### キャスト
- 大家さん - 中村俊介
- 高橋真一 - 夕輝壽太
- 白崎さやか - 黒川智花
- 井田美月 - 江口のりこ
- 遠藤富治 - きたろう
- 長久保啓介 - 鈴木浩介
- 石黒早智子 - 芦名星
- 平原明憲 - 松下洸平[1]
- 湊谷薫 - 高杉真宙
- 槇真由美 - 原田夏希
- 槇裕太郎 - 石垣佑磨
- 米倉道則 - 滝藤賢一
- 山崎翔太 - 小山颯

### サブタイトル
| 回    | 放送日         | サブタイトル       |
| ----- | -------------- | ------------------ |
| 第1回 | 2012年10月27日 | もう恋なんてしない |
| 第2回 | 2012年11月03日 | 笑顔に乾杯!        |
| 第3回 | 2012年11月10日 | サギ師と疫病神     |
| 第4回 | 2012年11月17日 | 氷の美少年         |
| 第5回 | 2012年11月24日 | 見えないぬくもり   |
| 第6回 | 2012年12月01日 | オリオンの記憶     |
| 第7回 | 2012年12月08日 | 最後のプレゼント   |
| 第8回 | 2012年12月15日 | 奇跡のバタフライ   |

### スタッフ
- 原作 - 乾ルカ 『てふてふ荘へようこそ』
- 脚本 - 山岡真介
- 主題歌 - SEKAI NO OWARI 「TONIGHT」

| NHK BSプレミアム プレミアムよるドラマ | NHK BSプレミアム プレミアムよるドラマ            | NHK BSプレミアム プレミアムよるドラマ |
| 前番組                                | 番組名                                           | 次番組                                |
| ------------------------------------- | ------------------------------------------------ | ------------------------------------- |
| -                                     | てふてふ荘へようこそ （2012.10.27 - 2012.12.15） | 嘆きの美女 （2013.1.12 - 2013.3.2）   |